# Departamento de Yumbel
| Departamento de Yumbel    | Departamento de Yumbel           |
| ------------------------- | -------------------------------- |
| Cabecera:                 | Yumbel                           |
| Superficie:               | km²                              |
| Habitantes:               | hab                              |
| Densidad:                 | hab/km²                          |
| Comunas/ Subdelegaciones: | - Yumbel - Cabrero - San Rosendo |
| Ubicación                 |                                  |
|                           |                                  |

El Departamento de Yumbel es una antigua división territorial de Chile, que pertenecía a la Provincia de Concepción. La cabecera del departamento era Yumbel. De acuerdo al DFL 8582, el departamento de Yumbel fue formado por el territorio del antiguo departamento de Rere, menos las antiguas subdelegaciones 8a de Tucapel, 10a de Reñico y 11a de Trupán (Municipalidad de Tucapel). En la década de 1970 se suprime el departamento de Yumbel, de acuerdo a la nueva división político administrativa.

## Límites
El Departamento de Yumbel limitaba:
- al norte con el Departamento de Bulnes.
- al oeste con el Río Biobío y el Departamento de Coronel y Departamento de Concepción
- al sur con el río Biobío, el río de La Laja y el Departamento de La Laja.
- Al este con el Departamento de Yungay

## Administración
La cabecera departamental estaba en Yumbel

## Comunas y Subdelegaciones (1927)
De acuerdo al DFL 8583, en el Departamento de Yumbel se crean las comunas y subdelegaciones con los siguientes territorios:
- Yumbel, que comprende las antiguas subdelegaciones 1.a Yumbel y 9.a El Salto.
- Cabrero, que comprende las antiguas subdelegaciones 6.a Tomeco y 7.a Las Perlas.
- San Rosendo, que comprende las antiguas subdelegaciones 2.a San Luis Gonzaga, 3.a Malvoa, 4.a Talcamávida y 5.a Quilacoya.